# Le Goulet
Pour les articles homonymes, voir Goulet.
Le Goulet est un ancien village du Nouveau-Brunswick, au Canada. Il fait partie de la ville de Shippagan depuis la réforme de la gouvernance locale du 1er janvier 2023.

## Toponyme
Le village s'appelait à l'origine New Jerusalem Settlement. Ensuite, il prit le nom Shippagan Gully pour devenir Shippegan Gully et finalement Le Goulet, en 1961.

## Géographie

Carte topographique du Goulet est des environs.

### Situation
Le Goulet est situé dans la plaine de Shippagan, au bord du golfe du Saint-Laurent. Le littoral est composé de marais côtiers et d'une plage de plusieurs kilomètres à l'état naturel. Le village est bordé au nord par le lac du Goulet et au nord-est par le havre de Shippagan.
Le Goulet est limitrophe de la paroisse de Shippagan. Le village en fait officiellement partie, même s'il n'y est pas inclus pour les fins du recensement.
Le Goulet est considérée comme faisant partie de l'Acadie.

### Faune et flore
De nombreuses espèces d'oiseaux sont observables au Goulet, notamment le pluvier siffleur.

### Problème d'érosion
Le village du Goulet est concerné par l'érosion. Chaque année, il voit ses dunes érodées par la mer. Le 21 janvier 2000, le village connut une des pires inondations de son histoire.

### Logement
Le village comptait 337 logements privés en 2006, dont 325 occupés par des résidents permanents.
Parmi ces logements: 95,4 % sont individuels et 3,1 % sont jumelés; 93,4 % sont occupés par le propriétaire et 6,6 % sont loués; 69,2 % ont été construits avant 1986; et, 10,8 % ont besoin de réparations majeures. Les logements comptent en moyenne 6,8 pièces et ont une valeur moyenne de 77 854 $, comparativement à 119 549 $ pour la province.

## Histoire

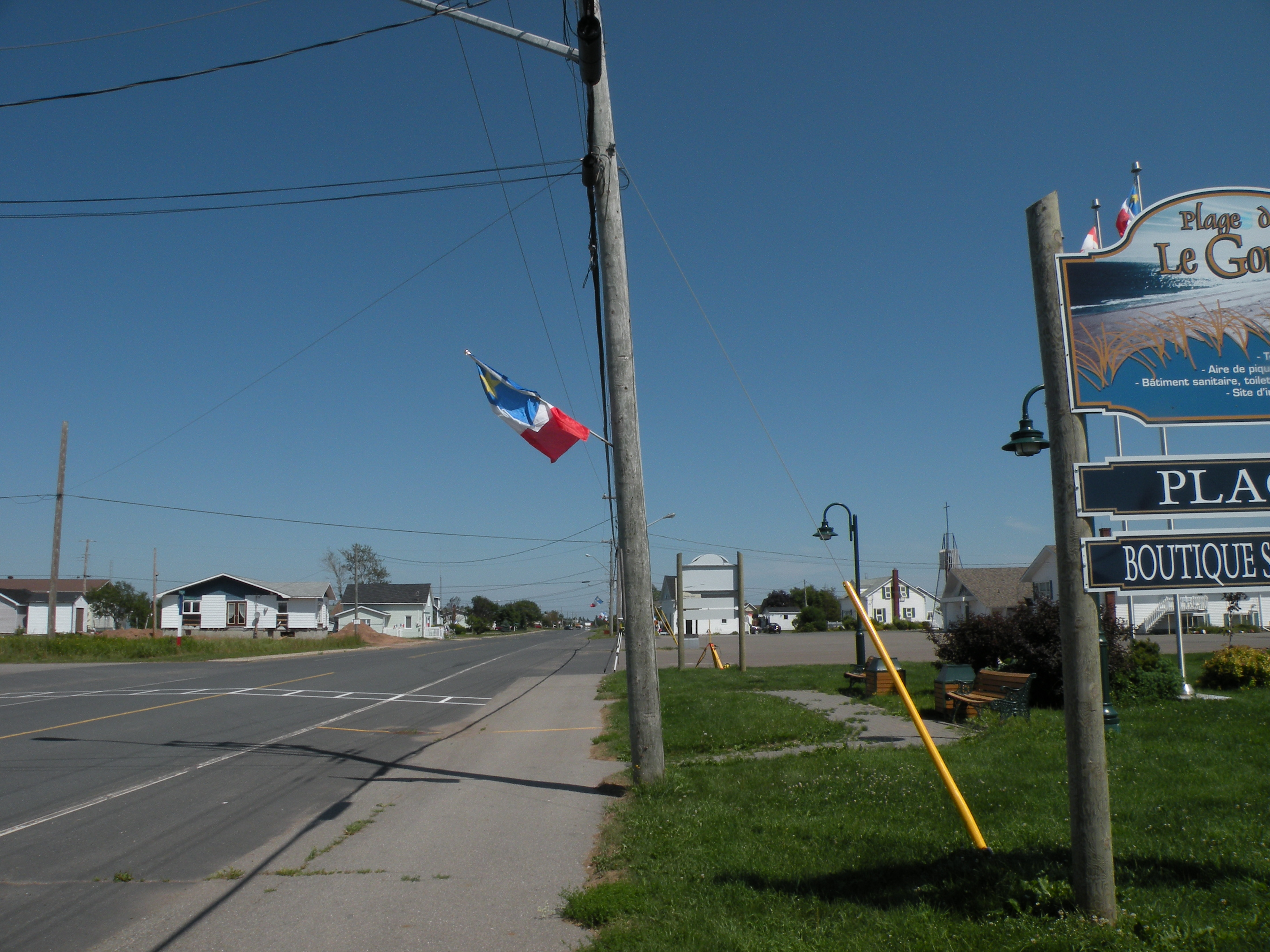
La rue Principale.

Le Goulet est situé dans le territoire traditionnel des Micmacs, plus précisément dans le district de Sigenigteoag, qui comprend l'actuel côte Est du Nouveau-Brunswick, jusqu'à la baie de Fundy.
Le 17 août 1693, le Conseil souverain donne la concession de Pokemouche à Philippe Hesnault, de Nipisiguit, lui ajoutant trois lieues de largeur de chaque côté de la vallée, pour un total de huit lieues par quatre, un territoire qui inclut le site du Goulet.
Michel Degrez, qui possédait auparavant la seigneurie, devait 200 livres à Hesnault, ce qui explique probablement cette décision. Hesnault ne s'établit pas sur les lieux et d'autres marchands en profitèrent pour chasser sur ses terres. Il porta plainte au Conseil et obtint gain de cause le 30 août 1705 contre le directeur général de la Compagnie de Mont-Louis, Jean de Clarmont. On ne sait pas avec précision ce qui est arrivé au fief de Pokemouche après la mort d'Hesnault.
Les premières familles d'origine européenne à s'être établies furent les Mallet, Duguay et Roussel. Ensuite vinrent les Elward, Chiasson, Goupil, Plantain Mailloux et Vienneau.
Une première école est construite en 1879. L'école du Goulet, faisant partie du district 2, la remplace en 1908. Une autre école, faisant partie du district deux et demi, est construite en 1918. L'école du district 2 ferme ses portes en 1944 et celle du district deux et demi en 1945; les élèves doivent alors étudier à Shippagan. L'école La Vague est toutefois construite en 1959. En 1960, Le Goulet devient une mission de la paroisse Saint-Jérôme de Shippagan. La paroisse Marie-Médiatrice est érigée l'année suivante. La première église est inaugurée en 1968.
La salle communautaire est construite en 1980. Le 19 juillet 1982, une tornade détruit une maison. Le village est constitué le 12 mai 1986. L'école La Vague ferme ses portes en 1994, forçant les élèves à suivre leurs cours à Shippagan; le bâtiment devient ensuite l'édifice municipal.
Le Goulet est l'une des localités organisatrices du IVe Congrès mondial acadien, en 2009.

## Chronologie municipale
1786: La paroisse d'Alnwick est érigée dans le comté de Northumberland
.
1814: La paroisse de Saumarez est créée à partir de portions de la paroisse d'Alnwick et d'un territoire non organisé.
1826: Le comté de Gloucester est créé à partir des paroisses de Saumarez et de Beresford, du comté de Northumberland.
1831: La paroisse de Caraquet est créée à partir d'une portion de la paroisse de Saumarez.
1851: La paroisse de Shippagan est créée à partir d'une portion de la paroisse de Caraquet.
1851: La paroisse d'Inkerman est créée à partir de portions des paroisses de Caraquet et de Shippagan.
1867: Confédération canadienne.
Années 1870: Le comté de Gloucester est constitué en municipalité.
1947: Shippagan est constitué en municipalité dans le territoire de la paroisse.
1958: Le village de Shippagan obtient le statut de ville.
1966: La municipalité du comté de Gloucester est dissoute. La paroisse de Shippagan devient un District de services locaux. Des portions de la paroisse sont détachées pour former le village de Lamèque ainsi que les DSL du Goulet, de Sainte-Marie-sur-Mer et de Saint-Raphaël-sur-Mer.
1986: Le DSL du Goulet est constitué en municipalité

## Démographie
(juillet 2016).
Il y avait 969 habitants en 2001, comparativement à 1 029 en 1996, soit une baisse de 5,8 %. Le village a une superficie de 5,46 km2 et une densité de 177,4 habitants par kilomètre carré.
| 1991  | 1996  | 2001 | 2006 | 2011 | 2016 |
| ----- | ----- | ---- | ---- | ---- | ---- |
| 1 087 | 1 029 | 969  | 908  | 817  | 793  |

## Économie

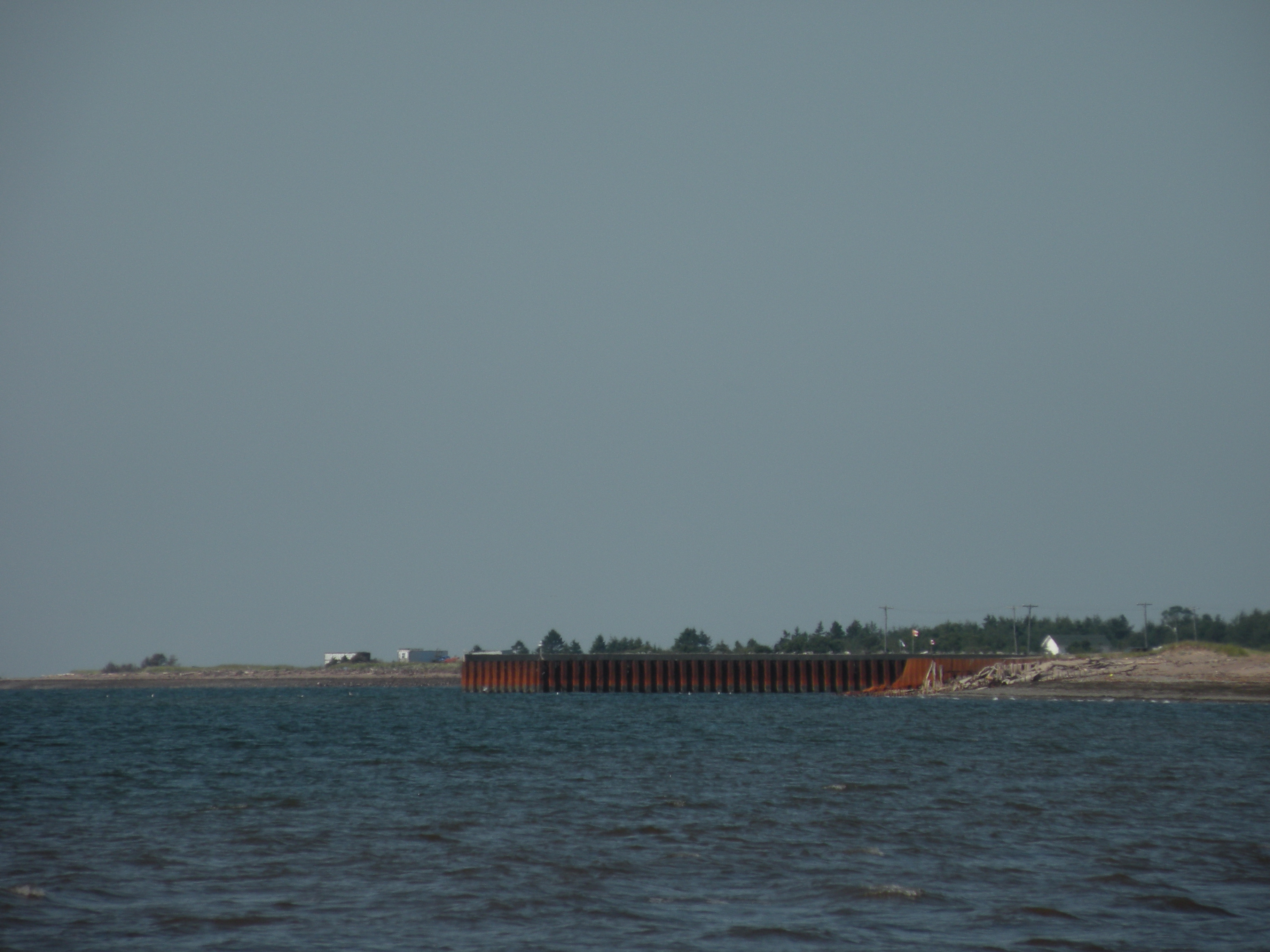
Le port du Goulet.

La pêche est la principale activité économique. Les prises sont principalement du homard, du crabe, de la crevette, de la morue et du hareng. De nombreux habitants travaillent plutôt à Shippagan, qui possède des commerces, un parc industriel et des services publics. Entreprise Péninsule, un organisme basé à Tracadie-Sheila faisant partie du réseau Entreprise, a la responsabilité du développement économique de la région.

## Administration

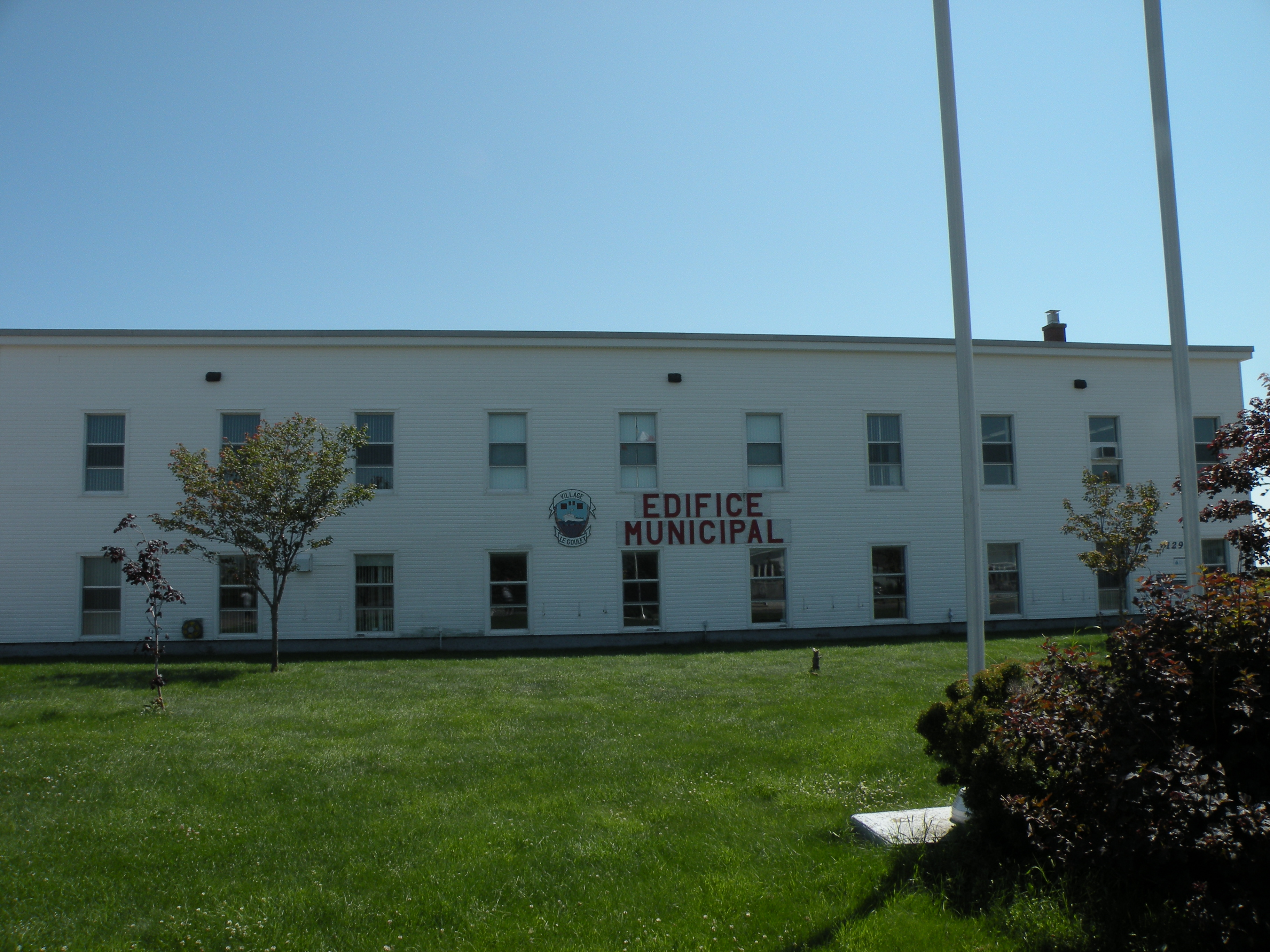
L'édifice municipal.

(juillet 2016).

### Conseil municipal
Le conseil municipal est formé d'un maire et de quatre conseillers généraux.
Le conseil précédent est formé à la suite de l'élection du 12 mai 2008. Les conseillères Madeleine Roussel et Lorina Vienneau sont toutefois élues par acclamation lors d'une élection partielle tenue le 26 octobre 2009. Le conseil municipal actuel est élu lors de l'élection quadriennale du 14 mai 2012. Le second dépouillement du 23 mai suivant confirme l'élection de la conseillère Madeleine Roussel face à Delcia Cool.
Conseil municipal actuel
| Mandat      | Fonctions            | Nom(s)                                                            |
| ----------- | -------------------- | ----------------------------------------------------------------- |
| 2012 - 2016 | Maire                | Wilfred Roussel                                                   |
| 2012 - 2016 | Conseillers généraux | Serge Lemay, Paul-Aimé Mallet, Madeleine Roussel, Lorina Vienneau |

Anciens conseils municipaux
| Mandat      | Fonctions   | Nom(s)                                                            |
| ----------- | ----------- | ----------------------------------------------------------------- |
| 2008 - 2012 | Maire       | Ulysse Haché                                                      |
| 2008 - 2012 | Conseillers | Delcia Cool, Serge Lemay, Roger Roussel, Émillie Roussel Richard. |

| Période                                  | Période  | Identité          | Étiquette | Qualité |
| ---------------------------------------- | -------- | ----------------- | --------- | ------- |
| 2012                                     | en cours | Wilfred Roussel   |           |         |
| 2008                                     | 2012     | Ulysse Haché      |           |         |
| juin 2001                                | 2008     | Denis Roussel     |           |         |
| juin 1998                                | mai 2001 | Liette Roussel    |           |         |
| juin 1995                                | mai 1998 | Paul Vienneau     |           |         |
| juin 1989                                | mai 1995 | Liette Roussel    |           |         |
| 1987                                     | mai 1989 | Basile Roussel    |           |         |
| 1986                                     | 1987     | Jean-Eudes Duguay |           |         |
| Les données manquantes sont à compléter. |          |                   |           |         |

### Commission de services régionaux
Le Goulet fait partie de la Région 4, une commission de services régionaux (CSR) devant commencer officiellement ses activités le 1er janvier 2013. Le Goulet est représenté au conseil par son maire. Les services obligatoirement offerts par les CSR sont l'aménagement régional, la gestion des déchets solides, la planification des mesures d'urgence ainsi que la collaboration en matière de services de police, la planification et le partage des coûts des infrastructures régionales de sport, de loisirs et de culture; d'autres services pourraient s'ajouter à cette liste.

### Représentation
Le Goulet est membre de l'Association francophone des municipalités du Nouveau-Brunswick.
 Nouveau-Brunswick: Le Goulet fait partie de la circonscription de Lamèque-Shippagan-Miscou, qui est représentée à l'Assemblée législative du Nouveau-Brunswick par Wilfred Roussel, du Parti libéral du Nouveau-Brunswick. Il fut élu en 2014.
 Canada: Le Goulet fait partie de la circonscription d'Acadie-Bathurst. Cette circonscription est représentée à la Chambre des communes du Canada par Yvon Godin, du NPD. Il fut élu lors de l'élection de 1997 contre le député sortant Doug Young, en raison du mécontentement provoqué par une réforme du régime d’assurance-emploi.

### Regroupement
Dans la foulée du projet une péninsule une ville des années 1990, un projet de regroupement municipal plus modeste, centré autour de Shippagan, est lancé en 2012. Les premières consultations publiques ont lieu en mars 2016 et un plébiscite doit avoir lieu le 14 novembre suivant.

## Vivre au Goulet

### Éducation
Les élèves francophones bénéficient d'écoles à Shippagan. La ville de Shippagan possède également l'Université de Moncton campus de Shippagan et le Collège Communautaire du Nouveau-Brunswick de la Péninsule acadienne.
Il y a une bibliothèque publique à Shippagan.

### Autres services publics
La population est en grande partie dépendante de localités voisines, notamment de Shippagan et de Lamèque pour les loisirs et les services. Shippagan dispose d'un poste d'Ambulance Nouveau-Brunswick alors que l'hôpital le plus proche est l'Hôpital de Lamèque. Le détachement de la Gendarmerie royale du Canada le plus proche est situé à Lamèque. Le Goulet possède toutefois un centre communautaire, un club l'âge d'or, un bureau de poste, un dépanneur ainsi qu'un restaurant .
Existant depuis le 20 juillet 1995, la Commission de gestion des déchets solides de la Péninsule acadienne (COGEDES) a son siège-social à Caraquet et la municipalité y a un représentant. Les déchets sont transférés au centre de transbordement de Tracadie-Sheila et les matières non-recyclables sont ensuite enfouies à Allardville.
L'Écho de Le Goulet, publié par Cédici à Bas-Caraquet, est distribué mensuellement par la poste. Il est commandité par la municipalité et a un tirage de 500 exemplaires gratuits. Le quotidien est L'Acadie nouvelle, publié à Caraquet. L'hebdomadaire L'Étoile est aussi disponible. Le quotidien anglophone est Telegraph-Journal, publié à Saint-Jean.
La plage le Goulet est une plage d'eau salée non surveillée, disposant de toilettes, de douches, de pavillons et d'une aire de pique-nique.

### Religion

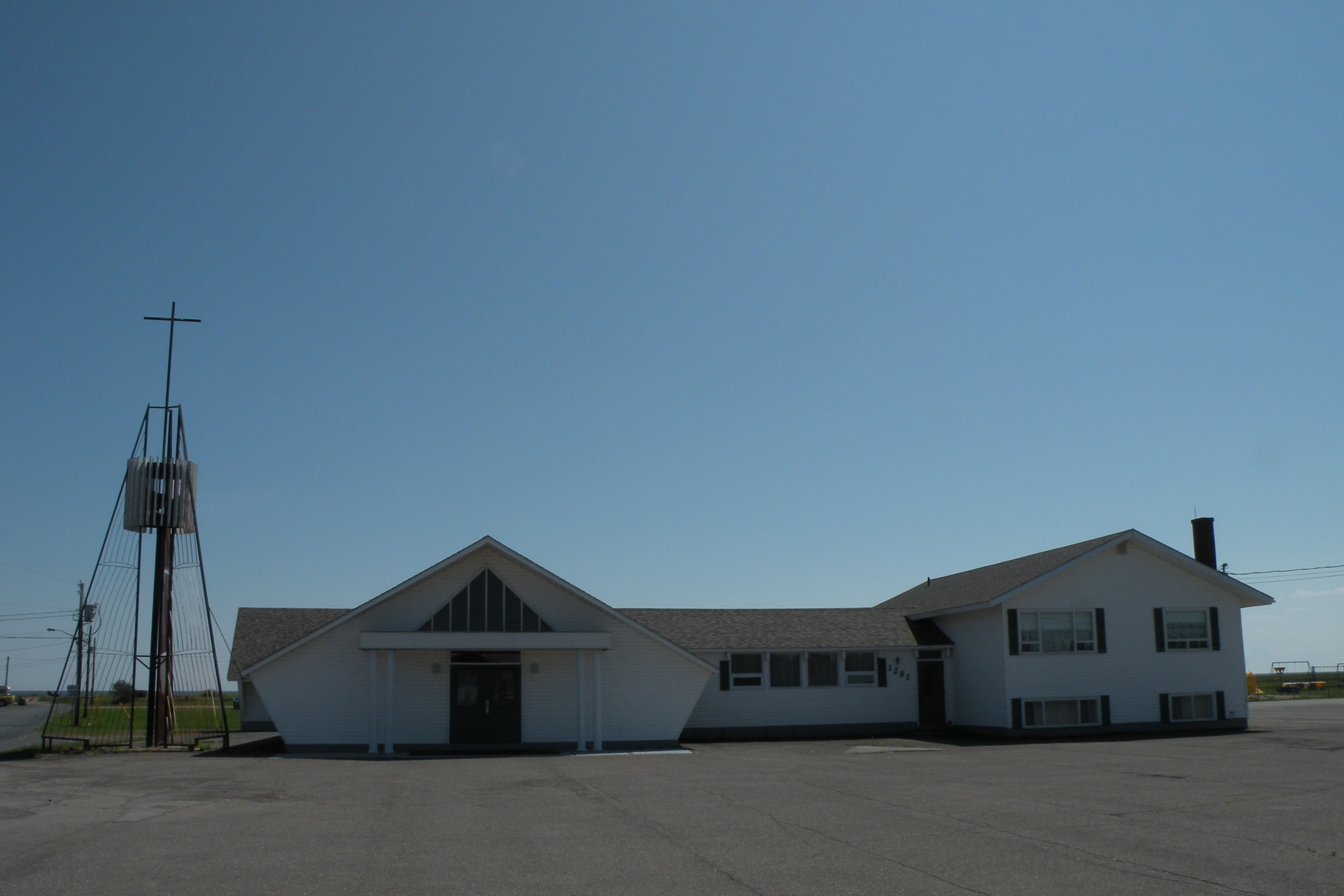
L'église Marie-Médiatrice.

L'église Marie-Médiatrice est une église catholique romaine faisant partie du diocèse de Bathurst. La prière n'est plus utilisée au conseil municipal depuis juin 2012.

## Culture

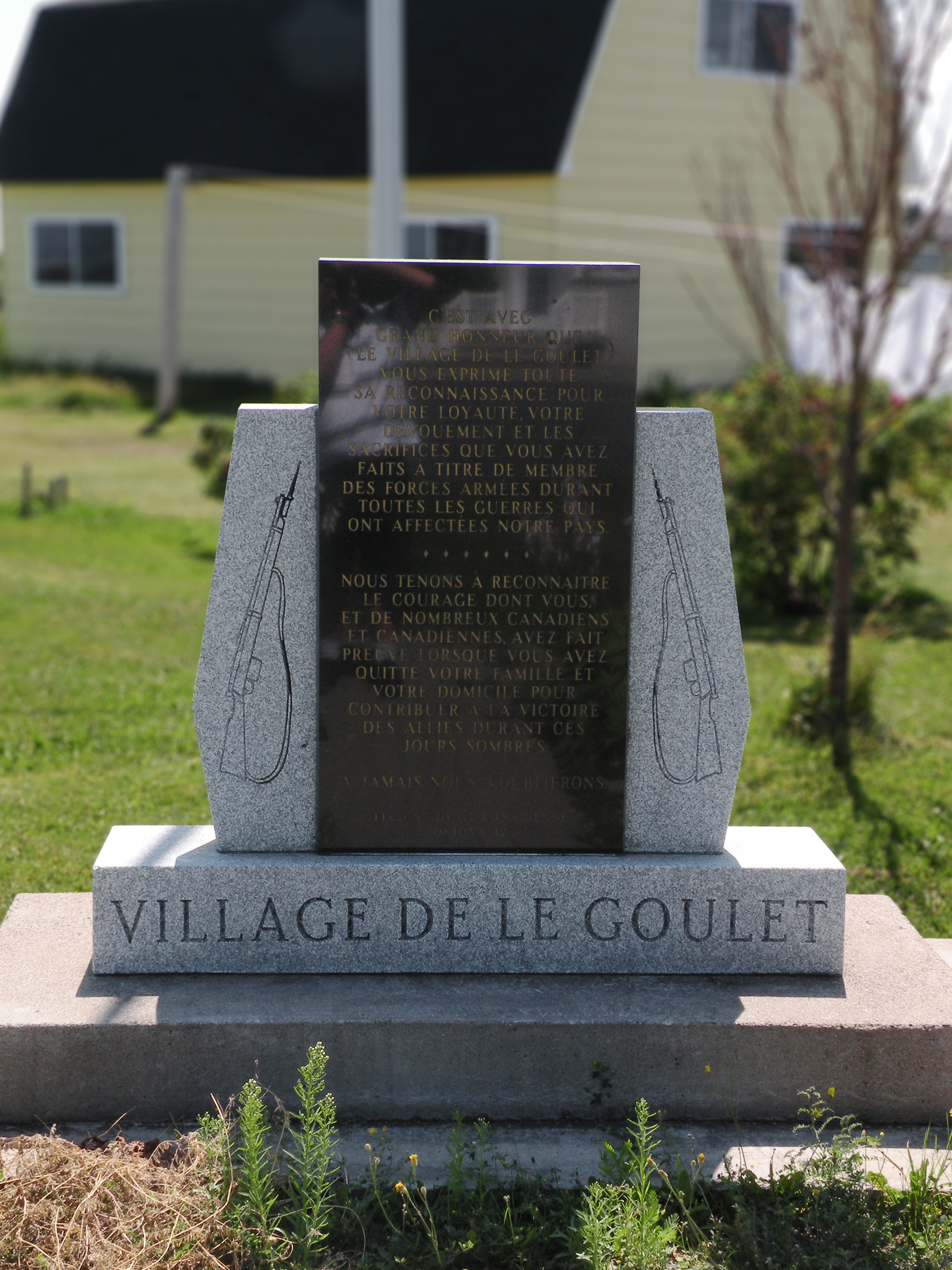
Le monument aux morts.

### Personnalités
- Basile Roussel (1931-1999), homme d'affaires s'étant distingué dans l'industrie du crabe, maire du Goulet et philanthrope, membre de l'ordre du Canada.

### Architecture
L'architecture du Goulet n'est pas nécessairement remarquable, mais on y retrouve plusieurs maisons centenaires, certaines datant des années 1860.

### Langues
Les habitants du Goulet parlent surtout le français acadien.
Les familles du Goulet ont un surnom, tels que par exemple les canisses, les SS, les chats, etc. Certains surnoms sont appliqués à plusieurs familles.
Selon la Loi sur les langues officielles, Le Goulet est officiellement francophone puisque moins de 20 % de la population parle l'anglais.

### Fêtes et traditions
Le Carnaval des Neiges a lieu durant le congé de mars et donne habituellement lieu à un concours de beauté, un souper d'éperlans, un rallye de véhicule tout-terrain, une danse, un concours de sculptures sur neige, une chasse aux trésors, du patinage costumé et des tournois. Le festival des châteaux de sable a lieu durant la fin de semaine de la fête du Nouveau-Brunswick, autour du 6 août. L'événement donne également lieu à une épluchette de blé d'Inde, une chasse aux trésors, au « défi de la plage » entre les entreprises du village, à des spectacles de musique et un feu d'artifice. La fête nationale de l'Acadie – le 15 août – est célébrée annuellement par un tintamarre.

### Le Goulet dans la culture
Le Goulet est mentionné dans le recueil de poésie La terre tressée, de Claude Le Bouthillier.

### Humour acadien
Les Niaiseries acadiennes sont nées sur Facebook, le 8 août 2013 au Goulet. Elles ont comme but premier de faire rire la population de la Péninsule acadienne en abordant plusieurs thèmes reflétant les différents aspects et attraits de la région et du Nouveau-Brunswick. Avec le temps, des Acadiens de partout ont adopté la page.